# 閏
閏（うるう、じゅん）は、暦において1年の月数や日数が普段の年（平年）よりも多いこと、または1日の秒数が普段の日よりも多いことをいう。またはその余分な月・日・秒のこと。なお、「閏」の字が常用漢字表に含まれていないため、うるう年やうるう月、うるう日、うるう秒と書かれる場合もある。

## 解説
暦と季節とのずれを調節するために入れられる。“うるう”という読みは、閏と潤を混同して“うるおう”という読みがなまったものだという。なお暦学理論上、閏週という考えもあり得るが、今日の暦法において採用しているものはない。

### 閏月・閏日
多くの太陰太陽暦においては約3年に1度、余分な1か月（閏月）を入れる。
多くの太陽暦においては約4年に1度、余分な1日（閏日）を入れる。
暦と季節とのずれは、太陽年の長さがそれぞれの暦において基準としている期間の整数倍でないために起こるものである。太陽暦では1太陽年の長さが365日より約4分の1日長く、太陰暦では12朔望月より約11日長い。それによりこの少し長い分のずれが月日を重ねるうちに蓄積され、暦と季節が無関係なものになる。
そこでこれを補正するために太陽暦では4年に1度、1年に1日を足すことにし、また月の朔望のみに頼る太陰暦ではなく、閏月を入れて暦を調整する太陰太陽暦が用いられた。太陽暦、太陰太陽暦ともに古来何度か改暦が行われているが、どちらも閏の入れかた（置閏法）を改良するものであった（太陰太陽暦の場合は天体位置の計算法の改良もある）。
太陰暦でも閏日が入れられることがあるが、これは月齢と暦とのずれを補正するものである。このずれは、1朔望月が1日の整数倍でないために起こるもので、小の月（29日の月）を大の月（30日の月）に変更することで補正する。
閏月または閏日が入れられる年のことを閏年という。

### 閏秒
現在の1秒は原子の振動を元に定義されており、常に一定間隔で時刻が刻まれている。しかし地球の自転速度が一定ではないため、原子の振動に基づいた時刻の定義では、実際の昼夜とのずれが生じることになる。これを補正するため、ずれが0.9秒を超えないように余分な1秒となる閏秒が挿入される（定義上は1秒を削除することもあり得るが、2021年12月までに実際に行われたことはない）。